# Захисний екран

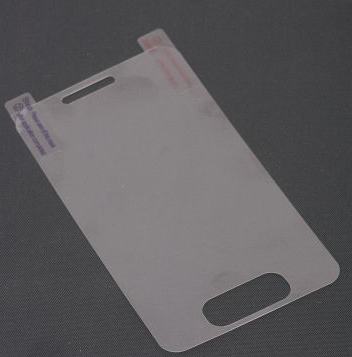
Захисний екран, який ще не встановлений

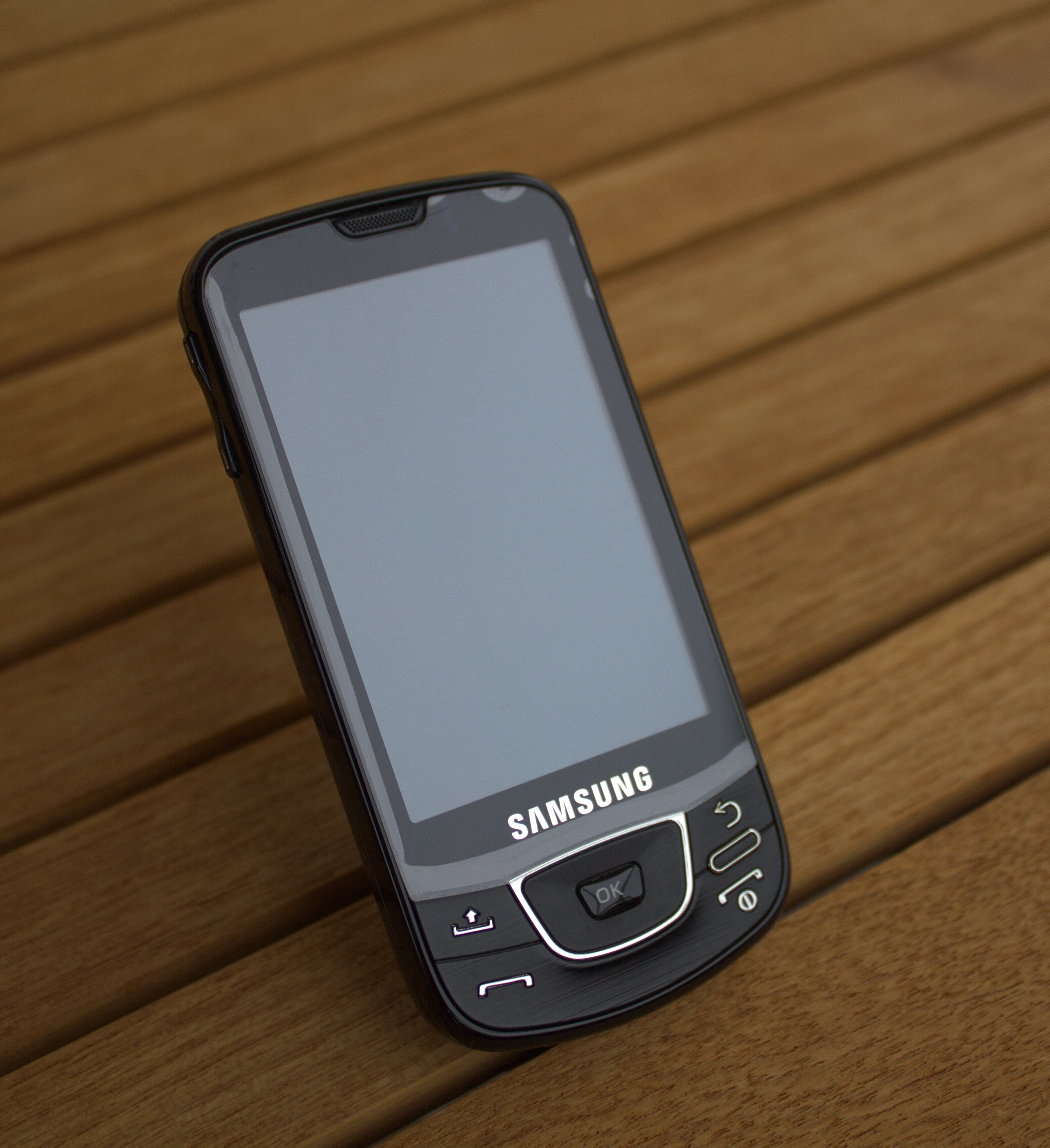
Смартфон із встановленим захисником екрану

Захисний екран (захисна плівка, захисне скло) — додатковий лист матеріалу (зазвичай поліуретан або багатошарове скло), який можна прикріпити до екрану електронного пристрою та захистити його від фізичних пошкоджень.

## Історія
Перший захисний екран був розроблений і запатентований Гербертом Шлегелем в 1968 році для використання на телевізійних екранах.
Захисні екрани вперше вийшли на ринок мобільних пристроїв після появи персональних цифрових асистентів (КПК). Оскільки КПК часто працювали за допомогою стилуса, кінчик стилуса може подряпати чутливу поверхню РК-екрану, тому захисні екрани забезпечували жертовний захист від цієї шкоди. З того часу повсюдне поширення мобільних пристроїв спонукало широко виробляти/застосовувати захисні екрани.

## Матеріали
Захисні екрани виготовляються або з пластмас, таких як поліетилентерефталат (ПЕТ) або термопластичний поліуретан (ТПУ), або із багатошарового загартованого скла, подібного до оригінального екрану пристрою, який призначений для захисту та роботи дисплею. Пластикові захисні екрани коштують дешевше скляних і тонші (приблизно 0.1 мм (0,004 в), порівняно з 0.3—0.5 мм (від 0,012 до 0,020 в) для скла) та більш гнучкі. За тією ж ціною скло краще протистоїть подряпинам, ніж пластик, і більше схоже на екран пристрою, хоча пластикові протектори з вищими цінами можуть бути кращими, ніж найдешевші моделі із загартованого скла, оскільки скло буде розбиватися або тріскатися з достатньою силою удару.

## Недоліки
Відомо, що захисні екрани заважають роботі деяких сенсорних екранів. Також буде покрито існуюче олеофобне покриття сенсорного екрану. Коли знімають захисний екран, олеофобне покриття пошкоджується або іноді повністю знімається. 
На деяких пристроях товщина захисних екранів може впливати на зовнішній вигляд самого пристрою та змінювати (спотворювати) відображення кольорів.